# Strijkkwartet nr. 3 (Kvandal)
Het Strijkkwartet nr. 3 opus 60 van Johan Kvandal ging op 20 november 1983 in première.
Kvandal is een van de laatste componisten die stammen uit de tijd dat verreweg het grootste deel van de composities gebaseerd was op Noorse volksliedjes en verhalen. Zie daarvoor de werken van bijvoorbeeld Edvard Grieg. Kvandal koos voor zijn derde strijkkwartet een middeleeuws ballade De to søstre (de twee zusters), een lied van jaloezie tussen twee zusters. Een zuster, die de harp bespeelt dreigt te gaan trouwen. Haar zus is echter zo jaloers, dat ze haar zus vermoordt om zelf met de man in kwestie te trouwen. Jammer voor de moordenares is dat het lichaam en de harp gevonden worden. De harp vertelt wat er gebeurd is en ook zuster nummer twee wordt omgebracht.  
Het strijkkwartet bestaat uit vier delen, in de omschrijving is van bovenstaande verhaal niets terug te vinden:
1. Andante sostenuto – Allegro
2. Adagio
3. Scherzo: Allegro, non troppo vivace
4. Andante sostenuto – Allegro vivace

Het is geschreven voor de toenmalige versie van Trondheim Strijkkwartet (Trondheim Strykkekvartett). In 1985 viel dat uit elkaar en een aantal jaren werd een nieuw kwartet opgericht onder die naam. Het waren toen vier andere muzikanten.
Het platenlabel Naxos, dat een speciale tak heeft in Noorwegen, bracht het uit in 1996. Het betreft een opname van het Oslo Strijkkwartet. De betreffende compact disc bevat voorts Strijkkwartet nr. 1 van Klaus Egge, Strijkkwartet nr. 2 van Fartein Valen en een ongunnmmerd strijkkwartet van Alfred Janson. 